# Mike Williams (football américain, 1953)
Pour les articles homonymes, voir Mike Williams.
(en) Statistiques sur pro-football-reference
Mikell Herman Williams, né le 22 novembre 1953 à La Nouvelle-Orléans (Louisiane), est un joueur américain de football américain.

## Carrière

### Université
Williams joue avec l'équipe de l'université d'État de Louisiane, jouant avec l'équipe des Tigers de football américain.

### Professionnel
Mike Williams est sélectionné au premier tour du draft de la NFL de 1975 par les Chargers de San Diego au vingt-deuxième choix. Dès sa première saison, Mike est titularisé au poste de cornerback, interceptant ses quatre premières passes en professionnel. Il fait ensuite six saisons régulières, restant titulaire et interceptant en moyenne quatre passes par saison. En 1982, il joue neuf dont huit comme titulaire et est libéré dès la fin de cette saison.
Il signe pour la saison 1983 avec les Rams de Los Angeles où il entre au cours de deux matchs. Il prend sa retraite après cette saison, totalisant 109 matchs dont 100 comme titulaire, vingt-quatre interceptions, deux fumbles et six fumbles récupérés.